# Бурма Василь Олександрович
Васи́ль Олекса́ндрович Бурма́ (нар. 6 січня 1936, с. Заріг Оржицького району Полтавської області) — український журналіст, краєзнавець. Член НСЖУ (1970), Національної спілки фотохудожників України (1999). Заслужений журналіст України (1999).

## Життєпис

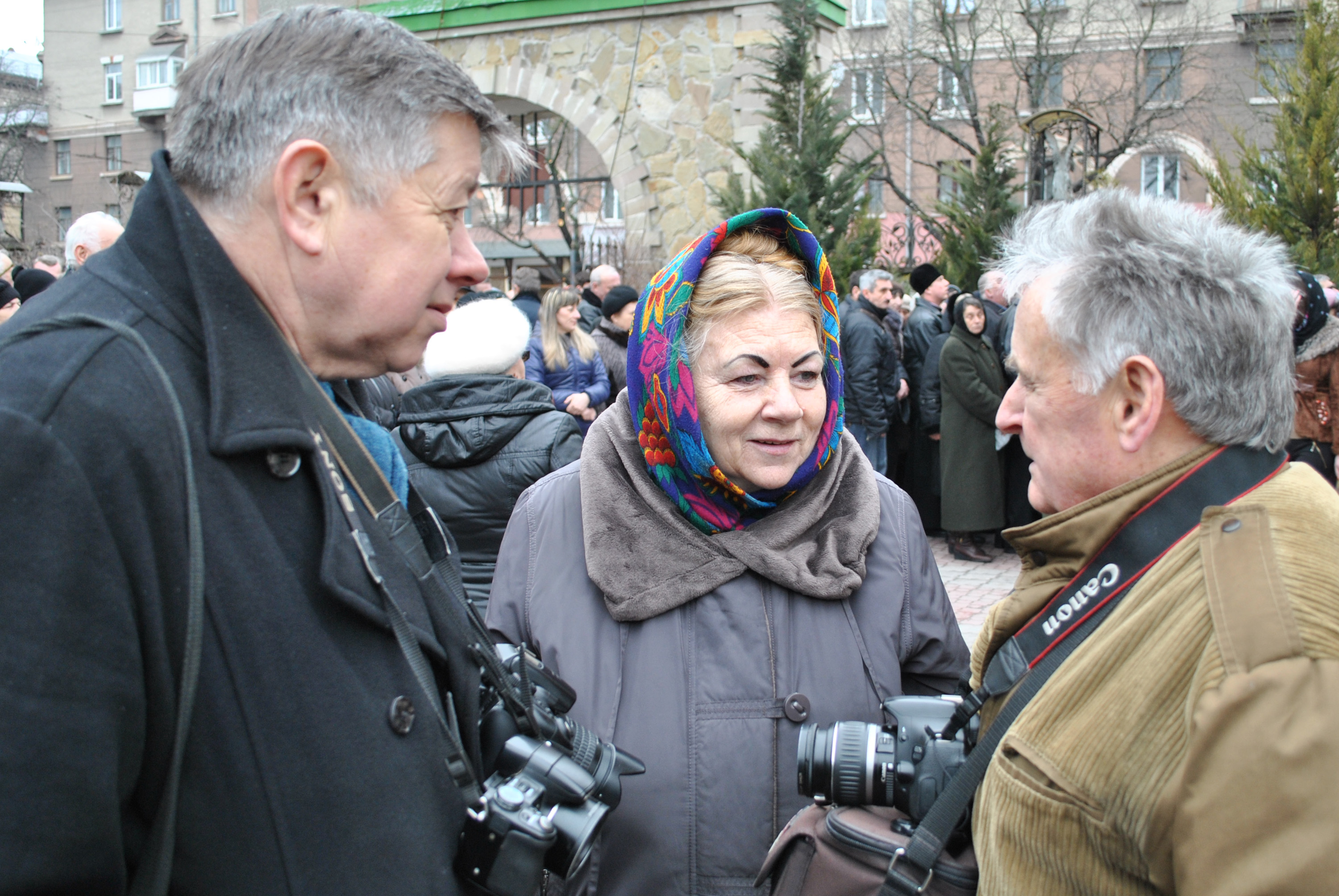
Тернопільські журналісти Олег Снітовський, Галина Садовська та Василь Бурма.

Василь Олександрович Бурма народився 6 січня 1936 року в с. Заріг Оржицького району Полтавської області (тоді — Українська РСР).
У 1963 році закінчив факультет журналістики Львівського університету. Відтоді до квітня 2015 року працював репортером і фотокореспондентом тернопільської обласної газети «Вільне життя» («Вільне життя плюс»).
Голова журі обласного конкурсу авторських фотографій юних аматорів Тернопілля «Ми — в Україні і Україна — в нас».

## Нагороди і відзнаки

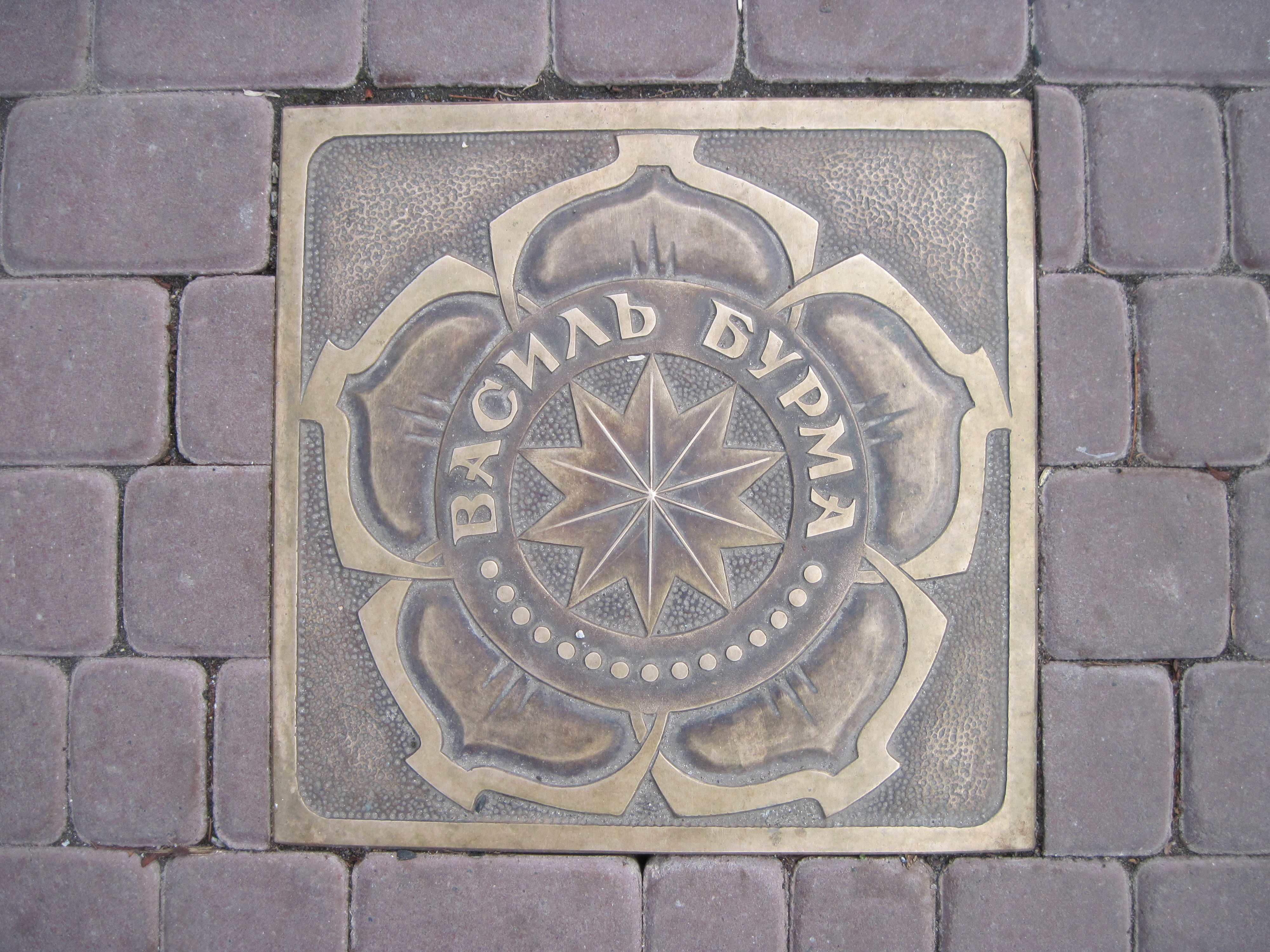
Зірка Василя Бурми на Алеї зірок. Тернопіль, осінь 2013

- Заслужений журналіст України (1999)
- Тернопільська обласна премія імені Володимира Здоровеги (2012)[2]

2013 року на тернопільській Алеї зірок відкрили зірку Василя Бурми.

## Доробок
Постійно друкується в різних виданнях, серед іншого, опублікував цикл статей «Замки Тернопілля» у газеті «Русалка Дністрова».

### Виставки
Бурма — учасник всеукраїнських і міжнародних виставок художньої фотографії.
- 1985 — «Тернопільський край» (Слівен, Болгарія);
- персональні виставки:
  - 1996 — «Країни, міста, люди»;
  - 2000 — «Привиди старих замків»;
  - 2003 — «Брати мої гречкосії»;
  - 2006 — «Ріднокрай»;
  - 2011 — «За мурами давніх твердинь»[3];
  - 2016 — «Замки і лицарі»[4].
  - 2021 — «Вогні файного міста,  краяни і гості»[5].

### Книги, путівники
- Бурма В. О. Берегами Серету: Путівник по туристському маршруту. — Львів: Каменяр, 1979. — 88 с., іл., 15 л. іл.
- Бурма В. О. Тернопільське озеро. — Львів: Каменяр, 1974. — 40 с.: фотогр.
- Радзієвський В., Бурма В. Медобори: Путівник / Фотогр.: В. Радзієвського, В. Бурми. — Львів: Каменяр, 180 с.: фотогр.
- Герета І. П. Бережани: Ілюстрований краєзнавчий нарис / Фотогр. В. О. Бурми. — Львів: Каменяр, 1979. — 79 с., 12 л. іл.
- Лавренюк В. А., Радзієвський В. О. Тернопільщина туристська: Путівник / Фотогр. В. Бурми. — Львів: Каменяр, 1983. — 96 с., 15 л. іл.
- Радзієвський В. Кременецькі гори: Путівник по туристському маршруту / Фотогр.: В. Бурми, В. Радзієвського. — Львів: Каменяр, 1976. — 112 с.: фотогр.
- Тернопіль: Фотоальбом / Вступ. ст.: П. Бубній, Р. Матейко, Б. Лановик; Фотогр. В. Бурми. — Тернопіль, 1996.
- Тернопільщина — туристична: Фотоальбом / Фотогр.: В. Бурми, В. Балюха, А. Зюбровського, О. Гаврилюка, Т. Іванківа. — Тернопіль: Джура, 2004.
- Чайковський М. П. Пам'ятки природи Тернопільщини: Ілюстрований нарис / Фотогр.: В. О. Бурми, В. О. Радзієвського, М. П. Чайковського. — Львів: Каменяр, 1977. — 79 с.: фотогр.

### Публікації
- Бурма В. Гей ви, козаченьки, вітер в чистім полі!..: [4-й Всеукр. фестиваль козацьк. пісні «Байда»] // Вільне життя. — 2005. — 28 верес. — С. 2; фотогр.
- Бурма В. Голуба хвиля Тернопільського ставу // Вільне життя. — 1999. — 4 листоп., фотогр.
- Бурма В. Дерев'яне диво Поділля: [Церкви в Чортків. районі. Архітектура] // Вільне життя. — 2000. — 4 листоп.
- Бурма В. З чистої криниці: [Спогад про І. Блажкевич: її садибу в Денисові] // Вільне життя. — 2002. — 9 листоп., фотогр.
- Бурма В. За вернісажем — вернісаж: [Вист. фотохудож. А. Зюбровського] // Вільне життя. — 2003. — 13 груд. — С. 5; фотогр.
- Бурма В. За мурами старих твердинь // Русалка Дністрова. — 1996. — № 14 (лют.). — (Прем'єра рубрики: Замки Тернопілля).
- Бурма В. Заліщицькі екзоти // Вільне життя. — 1999. — 25 груд., фотогр.
- Бурма В. Зборів — місто козацької слави // Вільне життя. — 1999. — 25 трав.
- Бурма В. Костьол Святого Стефана в Кременці // Вільне життя. — 1999. — 30 листоп., фотогр. — (Світ нашої духовності).
- Бурма В. Краса очима Олега Марчака: [Фотохудож. з Чорткова] // Вільне життя. — 2004. — 20 листоп. — С. 6; фотогр. — (Обрії освіти).
- Бурма В. Ох, вернісаж, ох, вернісаж…: [Виставка робіт терноп. фотохудож. А. Зюбровського] // Вільне життя. — 2004. — 4 груд. — С. 6; фотогр.
- Бурма В. «Потибоша аки обри»: [Археол. розвідки дулібського городища на території обл.] // Вільне життя. — 2002. — 27 лип., фотогр.
- Бурма В. Привид минувшини бродить Збаразьким замком: [Іст. і архіт. пам'ятка] // Вільне життя. — 2000. — 22 лип.
- Бурма В. У пацієнта — чотири ноги: [Про роботу область держ. лаб. вет. медицини] // Вільне життя. — 1999. — 27 квіт.
- Бурма В. Чебрецева галявина [в Медоборах] // Вільне життя. — 1999. — 26 черв.
- Бурма В. Щедра палітра Михайла Бенча: [Фотокореспондента] // Вільне життя. — 1999. — 20 берез.

## Світлини

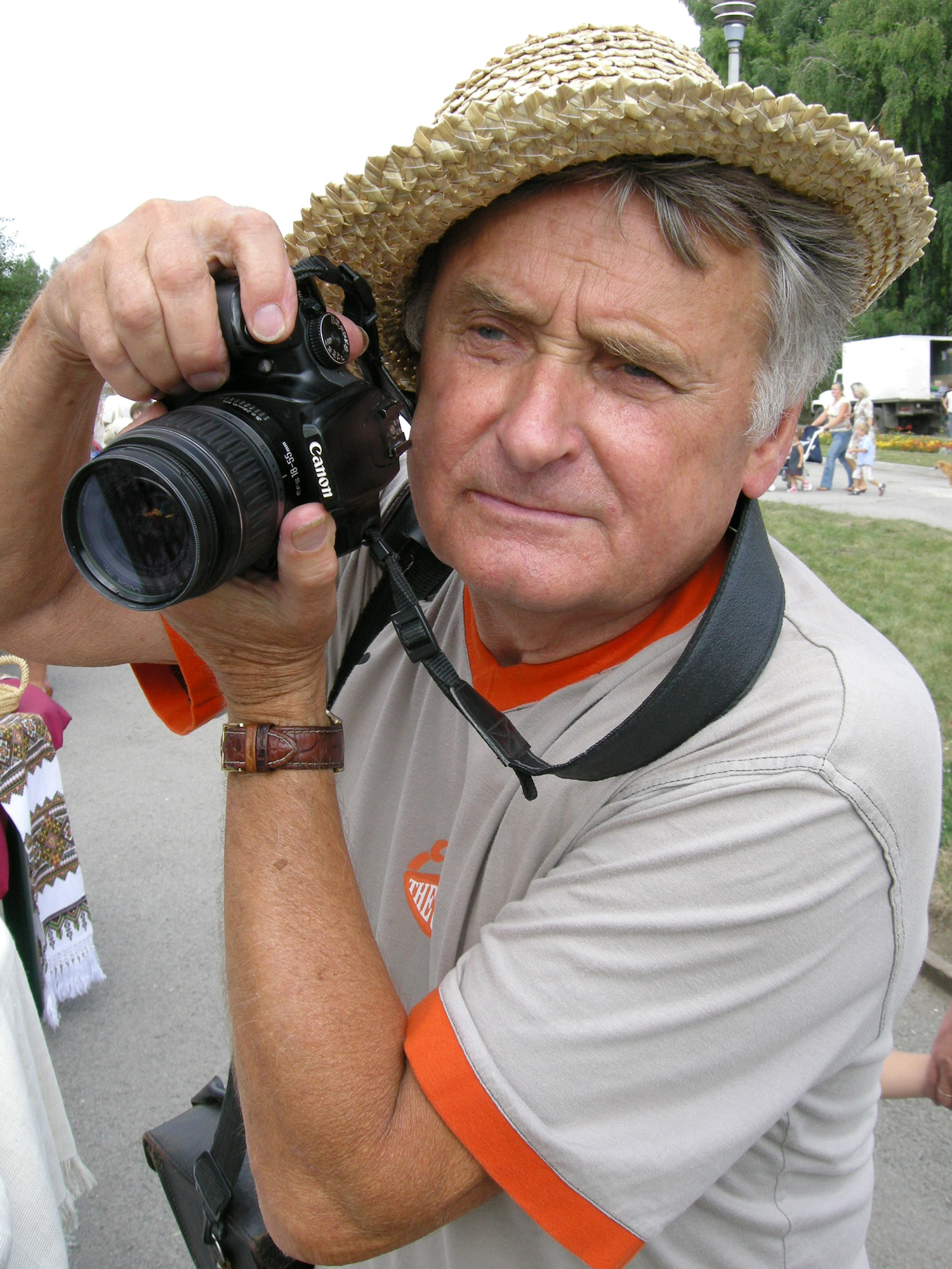
У День міста Тернополя 28.08.2009
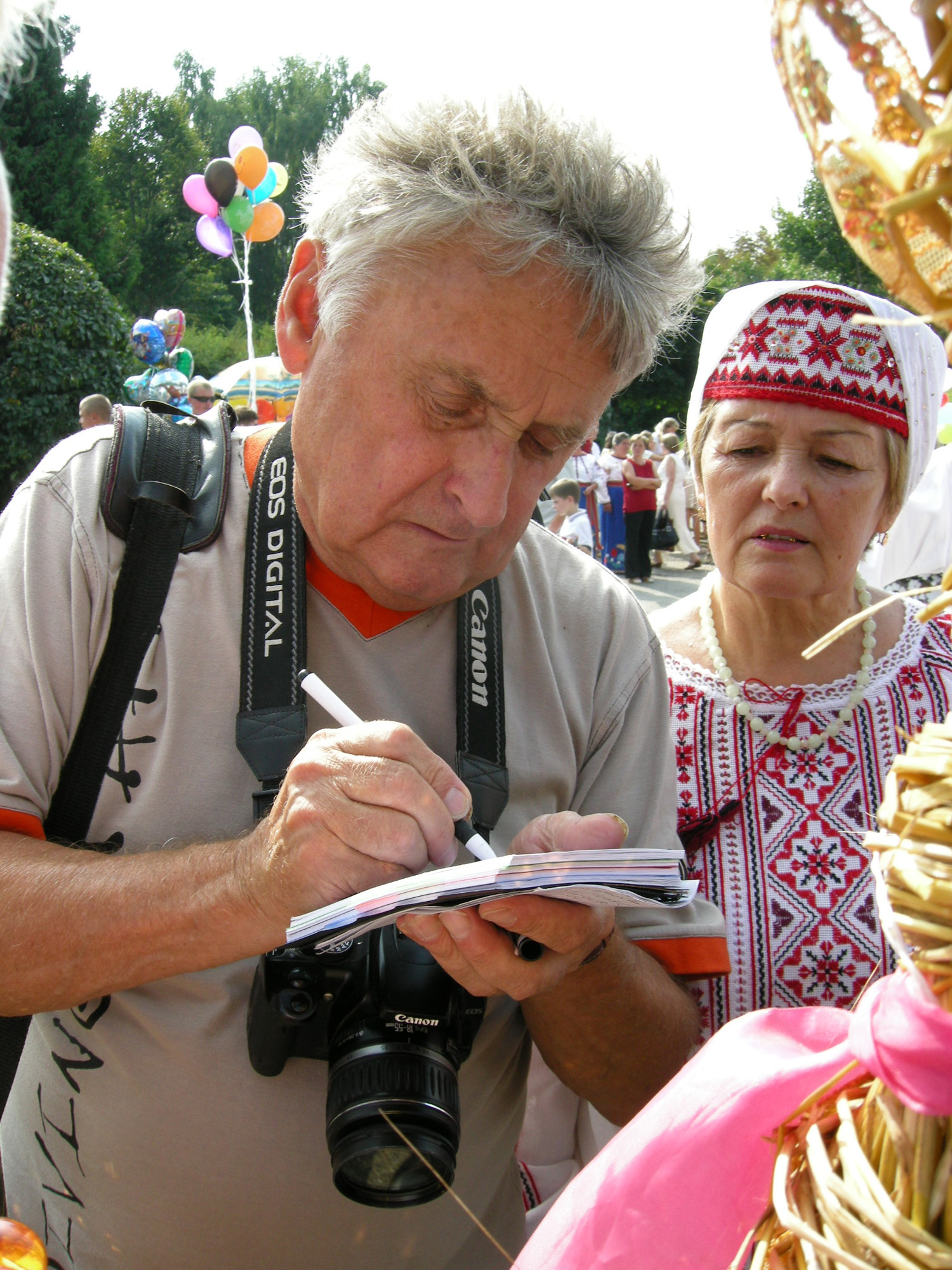
У День міста Тернополя 28.08.2009
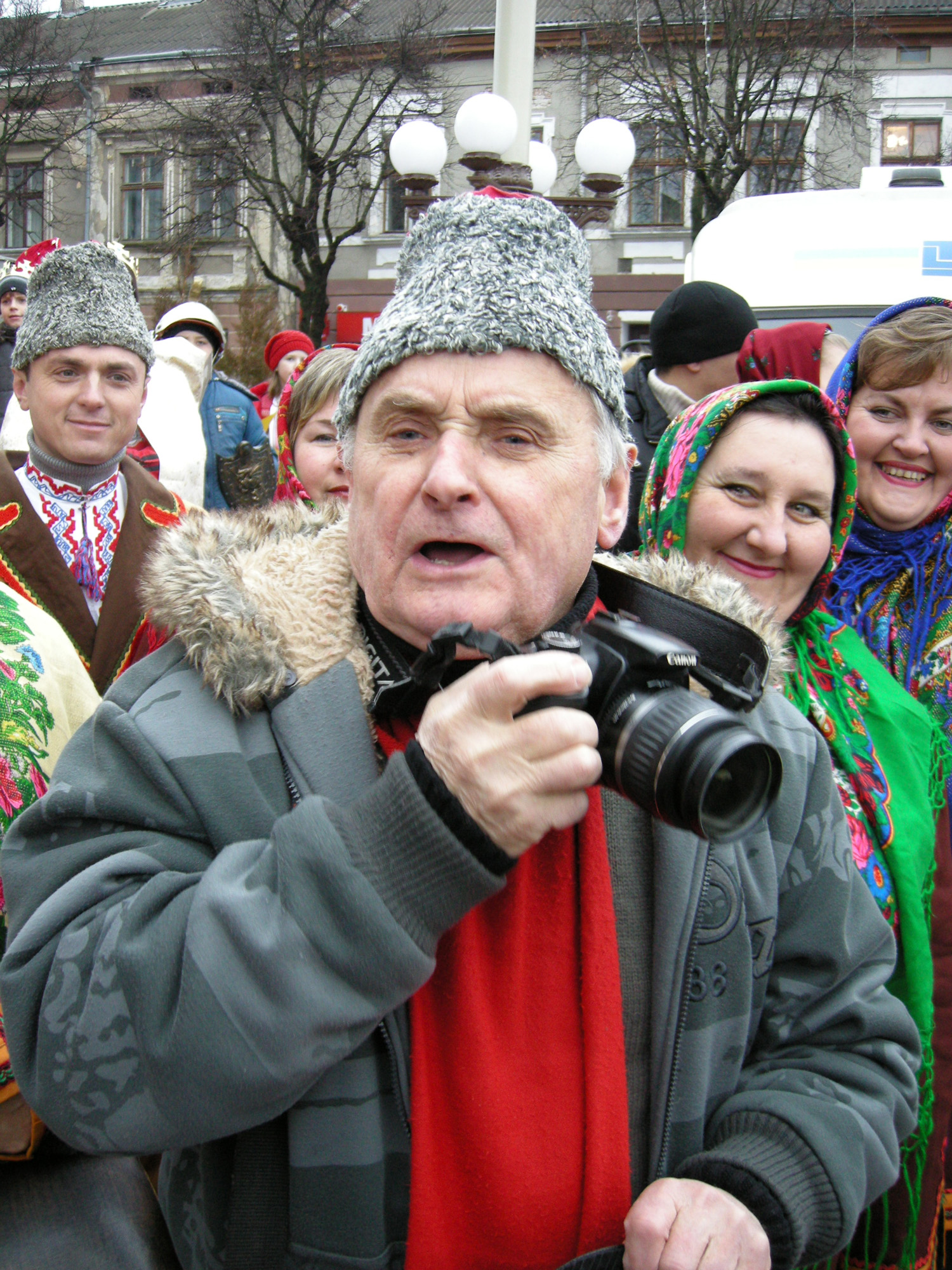
На параді вертепів на Театральному майдані 16.01.2011